# Jednotná oblast pro platby v eurech

Jednotná oblast pro platby v eurech a jejích 34 členských států

Jednotná oblast pro platby v eurech slouží pro zjednodušení zprostředkování převodu peněz v evropských zemích. K roku 2020 je v SEPA integrováno 36 zemí, z nichž 27 je členy Evropské unie, 4 jsou členy Evropského sdružení volného obchodu a zbývajícími členy jsou čtyři evropské mikrostáty a Spojené království. Některé země mají zvláštní území, která nejsou součástí SEPA.
Hlavním cílem SEPA plateb je posílení efektivity zahraničních plateb a přeměnění dříve rozdělených trhů pro platby v eurech na jeden domácí. SEPA umožňuje zákazníkům převod bezhotovostních plateb na jakýkoli účet vedený ve kterékoli integrované zemi za pomocí jednoho bankovního účtu a jednotných bankovních nástrojů. Lidé, kteří mají svůj účet vedený v jedné ze zemí eurozóny, ho mohou použít k přijímání a posílání plateb na celém tomto území. Odpadá tedy nutnost rozlišování vnitrostátních a zahraničních plateb. Je také zaručeno přijetí platby v garantovaném čase a banky nemohou provádět žádné odpočty z transakcí, což bylo zavedeno v roce 2001. Převáděná částka přitom není nijak limitována.
Projekt zahrnuje rozvoj společných finančních nástrojů, standardů, postupů a infrastruktury za účelem úsporných opatření. Důsledkem by mělo být snížení celkových nákladů pro evropské hospodářství spojených s pohybem kapitálu. SEPA nepodporuje platby v jiných měnách než je euro.

## Historie a právní úprava
Zavedení evropského jednotného trhu umožňujícím volný pohyb osob, služeb, kapitálu a zboží mezi státy EU odstranilo obchodní překážky mezi jejími členy. Mezinárodní převody financí ale zůstaly dražší a jejich zpracování trvalo oproti vnitrostátním převodům dlouho. Se zavedením eura se poptávka po účinnějším evropském platebním systému ještě zvýšila. Důležitým krokem bylo zřízení Evropské platební rady (EPC) v roce 2002. Ta je kromě rozhodování jménem Evropského finančního průmyslu mimo jiné odpovědná za koordinaci harmonizace platebních produktů a vypracovávání norem. Zavedení SEPA zpočátku bránily nedostatky v právním systému v některých zemích, například někde nebyly stanoveny právní základy pro systém inkasa. Evropská komise proto v roce 2005 předložila návrh jednotného právního rámce, výsledkem byla nová směrnice o platebních službách, přičemž státy Evropské unie a státy Evropského společenství volného obchodu ji musely přijmout do 31. října 2009. Systém SEPA byl zahájen v lednu roku 2008, systém inkasa byl zaveden v listopadu roku 2009. Projekt je součástí přechodu na euro a je založen na regulační reformě, která přispívá k vytvoření jednotného trhu s maloobchodními platbami. SEPA se považuje za finalizaci zavedení eura jako jednotné měny.

### Standardy SEPA
Standardy SEPA byly Evropskou platební radou zaváděny do provozu postupně. Pro ČR platí od 1. 11. 2016. Vytvořeny byly formáty a doporučení pro 
- SEPA úhrady (SEPA Credit Transfer, SCT),
- SEPA inkasa (SEPA Direct Debit, SDD),
- SEPA okamžité platby (SCT Instant payment).

## Výhody
- Usnadnění a zvýšení efektivity plateb mezi jednotlivými členskými zeměmi
- Při SEPA platbě nedochází ke zpoždění při inkasu
- Používá se jednotný formát souborů XML, který snižuje pravděpodobnost ztráty dat
- Je podporován rozvoj společných standardů a softwarů
- Snížení nákladů
- Vývoj finančních nástrojů
- Posílení integrace evropských států
- Kratší čas transakce

## Zúčastněné země
Zapojenými státy jsou:
- 27 států Evropské unie
  - Z toho 20 členů eurozóny: Belgie, Estonsko, Finsko, Francie (včetně pěti zámořských departementů, Saint Pierre a Miquelon, Svatého Martina (francouzská část) a Svatého Bartoloměje), Chorvatsko, Irsko, Itálie, Kypr, Litva, Lotyšsko, Lucembursko, Malta, Německo, Nizozemsko, Portugalsko, Rakousko, Řecko, Slovensko, Slovinsko, Španělsko
  - Z toho 7 států, které členy eurozóny nejsou: Bulharsko, Česko, Dánsko, Maďarsko, Polsko, Rumunsko, Švédsko
- Spojené království + Gibraltar a korunní závislá území Ostrov Man, Guernsey a Jersey
- 4 členské země Evropského sdružení volného obchodu: Norsko, Švýcarsko, Island, Lichtenštejnsko
- 4 evropské mikrostáty: Monako, Andorra, San Marino a Vatikán

- Některá území mají speciální území s výjimkou, tudíž členy SEPA nejsou
  - Severní Kypr
  - Grónsko
  - Faerské ostrovy
  - Aruba
  - Karibské Nizozemsko
  - Curacao
  - Svatý Martin (nizozemská část)
  - Francouzská Polynésie